# Retrato de Andrea Navagero y Agostino Beazzano
El Retrato de Andrea Navagero y Agostino Beazzano (en italiano, Ritratto di Andrea Navagero e Agostino Beazzano) es un cuadro del pintor italiano Rafael. Está realizado al óleo sobre lienzo. Fue pintado en 1516, mide 76 cm de alto y 107 de ancho y se conserva actualmente en la Galería Doria Pamphili de Roma.

## Historia
El retrato parece haber sido hecho en abril de 1516 estando los dos humanistas retratados en Roma, poco antes de Andrea Navagero regresara a Venecia con motivo de su nombramiento como bibliotecario de la República Serenísima.
En 1530 el cuadro estaba en poder del literato Pietro Bembo en su residencia de Padua. Este escritor se lo regaló al retratado Agostino Beazzano.
En 2008, el cuadro se cedió temporalmente al Museo del Prado para una amplia exposición sobre Retratos del Renacimiento. Curiosamente, el museo madrileño posee una buena copia de ambas efigies, pero separadas en dos cuadros individuales.

## Análisis del cuadro
Rafael logra captar con extraordinario verismo los rasgos de la personalidad de sus dos intelectuales amigos. Asimismo, la cercanía al espectador que logra mediante el recurso a representar a los dos personajes de busto y el de las miradas que dirigen, girando la cabeza, hacia quien contempla el cuadro, otorgan a sus efigies un máximo grado de verosimilitud. Es, por tanto, una de las obras que contribuyeron a consagrar a Rafael como uno de los grandes retratistas del Cinquecento junto con Tiziano.
Los análisis han ratificado la autoría personal y única del genio de Urbino en esta obra, sin que consten indicios de que en ella hayan colaborado artistas de su taller como era habitual en la etapa de madurez del urbinate. 